# Hanani
La palabra Hanani (חנני Ḥănānî) significa «Dios me ha colmado» o «Dios es misericordioso».
Hanani es el nombre de cinco hombres mencionados en la Biblia hebrea:
- Uno de los hijos de Hemán (1 Crónicas 25:4, 25).
- Un «vidente» o profeta que fue enviado para reprender al rey Asa de Judá por aliarse con Ben-Hadad I, rey de Siria, contra el reino del norte de Israel.

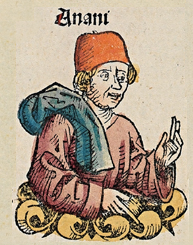
Anani representado en las Crónicas de Núremberg (1493)

Hanani fue encarcelado en grilletes por Asa (2 Crónicas 16:7-10). Este Hanani fue también probablemente el padre del profeta Jehú, quien reprendió a Basá, rey del reino del norte (1 Reyes 16:1-4, 7) y a Josafat, rey del reino del sur (2 Crónicas 19:1-3). El Pulpit Commentary sugiere que ambos «pertenecían al Reino de Judá». La crítica de Hanani al tratado de Asa con Siria no aparece en la narración paralela de 1 Reyes 15. Hanani parece haber tenido un grupo de partidarios que compartían sus críticas o que desaprueban su arresto, cuyas protestas también fueron «aplastadas» por Asa.
- Miembro de la familia sacerdotal de Immer, que en Esdras 10:20 aparece casado con una mujer extranjera.
- Probablemente hermano de Nehemías (Nehemías 1:2; 7:2), quien le informó sobre el estado deplorable de Jerusalén. Nehemías lo nombró más tarde encargado de las puertas de la ciudad.
- Un sacerdote levita y músico que participó en la procesión organizada por Nehemías en la inauguración de la muralla de Jerusalén. (Nehemías 12:31-36)